# Алпатьево (станция)
Алпа́тьево — железнодорожная станция Рязанского направления Московской железной дороги в одноимённом селе городского округа Луховицы Московской области.
Последний остановочный пункт электропоездов на Рязанском направлении в Московской области, следующий пункт Слёмы находится в Рязанской области.